# Dżansug Kachidze
Dżansug Kachidze (gruz. ჯანსუღ კახიძე) (ur. 26 maja 1935 w Tbilisi, zm. 7 marca 2002 tamże) – gruziński dyrygent. 
Absolwent Konserwatorium w Tbilisi, w zakresie dyrygentury chóralnej, orkiestrowej i operowej w klasie Odysseasa Dimitriadisa. Swe umiejętności doskonalił na kursach mistrzowskich Igora Markevitcha w Moskwie. W latach 1973–1993 był dyrektorem muzycznym Państwowej Orkiestry Symfonicznej Gruzji. W tymże roku założył Tyfliską Orkiestrę Symfoniczną, którą kierował do śmierci. W latach 1982–2002 był dyrektorem artystycznym tyfliskiego Teatru Opery i Baletu im. Zakarii Paliaszwilego. W 1989 roku zainaugurował nową salę koncertową Tyfliskiego Centrum Muzyki i Kultury. Prowadził liczne prawykonania oraz dokonał nagrań utworów Giji Kanczelego. Dyrygował koncertami Orchestre de Paris („Potępienie Fausta”), Boston Symphony Orchestra oraz National Symphony Orchestra w Waszyngtonie. Nazywany „gruzińskim Karajanem”. Współpracował z łódzkim Teatrem Wielkim, gdzie wystawił „Abesaloma i Eteri” Zakarii Paliaszwilego pod zmienionym tytułem „Legendy gruzińskiej”. Prowadził liczne koncerty z polskimi orkiestrami filharmonicznymi. Propagator muzyki gruzińskiej na polskich estradach koncertowych (25 stycznia 1972 poprowadził I Symfonię Andrii Balancziwadze oraz „Taniec-fantazję” Bidziny Kwernadze).